# Coromandel (Trinidad y Tobago)
Coromandel es una localidad de Trinidad y Tobago, que forma parte de la región de Siparia.

## Geografía
La localidad abarca parte de la isla Trinidad y limita al norte con el golfo de Paria, al sur con el canal de Colón, al este con Chatham y al oeste con Granville, Bois Bough, el golfo de Paria, Bamboo Village y Cedros.

## Demografía
Datos demográficos de la localidad de Coromandel:
| Gráfica de evolución demográfica de Coromandel entre 2000 y 2011 |
|                                                                  |